# Margit Ljung
Margit Birgitta Ljung-Olofsson, född 25 juli 1918 i Stockholm, död 17 maj 1988, var en svensk målare, grafiker och tecknare.
Hon var dotter till direktören Olof Ljung och Ragnhild Berndt och från 1945 gift med konstnären Pierre Olofsson. Ljung studerade vid Otte Skölds målarskola 1938-1940 och vid Konsthögskolan i Stockholm 1940-1945 samt under studieresor till Danmark, Norge och Frankrike. Separat ställde hon ut på Färg och Form 1957 och tillsammans med Brita Nordenfelt och Brittmari Jacobson ställde hon ut i Södertälje 1956, hon medverkade i samlingsutställningar med Sveriges allmänna konstförening, Riksförbundet för bildande konst och Nordiska konstnärinnors utställning på Liljevalchs konsthall samt på Gummesons konsthall. Bland hennes offentliga arbeten märks en glasmålning för Arvika landsortsförsamlings kyrka. Hennes konst består av dekorativa målningar med interiörer från ladugårdar med djur och hönsburar som präglas av en säker bildkänsla. Ljung är representerad vid Moderna museet i Stockholm.